# Tolle Jungs im Einsatz
Tolle Jungs im Einsatz ist eine US-amerikanische Filmkomödie aus dem Jahr 1956. Es ist der letzte Film mit dem Komikerduo Abbott und Costello.

## Handlung
Lou Henry und Bud Flick leiten den Freizeitpark Kiddyland. Die beiden Freunde wohnen zusammen und haben die Waisenkinder Duffer und Shelly bei sich aufgenommen. Die Sozialarbeiterin Miss Mayberry ist der Überzeugung, dass die Kinder in unzumutbaren Umständen leben und will sie den Freunden abnehmen. Miss Mayberry führt als einen der Gründe an, dass Bud ein Spieler ist und dem Spielsalonbesitzer Big Frank 10.000 Dollar schuldet.
Big Frank bietet Bud an, die Schulden zu streichen, wenn Bud sich als Geldwäscher verdingt. Bud soll Big Franks Mitarbeiter Mushie im Freizeitpark treffen, um dort das Geld und ein Flugticket anzunehmen. Lou informiert den Staatsanwalt Proctor über den Plan, der den Freizeitpark aufsucht, als Bud und Mushie sich treffen. Mushie erkennt den Staatsanwalt. Mushie versteckt das Geld (200.000 Dollar), tötet Proctor und schafft es, dass Lou des Mordes verdächtigt wird. Dies ist für Miss Mayberry Grund genug, die Kinder in ein Heim zu stecken.
Bud lässt Mushie wissen, dass er den richtigen Mörder kennt. Mushie droht, Bud zu töten, wird aber selber von Big Frank und dessen Partner Dutch getötet. Bud wird von den beiden entführt und soll ihnen das Geldversteck zeigen. Zur gleichen Zeit wird Lou von der Polizei freigelassen. Er soll die Detectives zu Bud bringen, wird aber ebenfalls von Big Frank entführt. Bud erzählt Big Frank, dass das Geld im Freizeitpark versteckt sei. Die Polizei folgt der Gruppe. Bud bringt in einer Verkaufsbude Big Frank dazu, den Mord zu gestehen und nimmt dies heimlich auf. Lou bringt das Band an sich und kann entkommen.
Duffer und Shelly sind ausgerissen und wollen sich im Freizeitpark verstecken. Sie sehen den flüchtenden Lou und holen im Heim Hilfe. Mit einigen anderen Kindern kommen zu in den Park zurück. Die Kinder halten die Gangster auf, die dann von der Polizei geschnappt werden. Die Belohnung für die Ergreifung der Gangster wird von Bud und Lou dem Heim gespendet. Miss Mayberry erkennt, welch gutes Herz die beiden haben und lässt die Kinder wieder zu ihnen ziehen.

## Kritik
Das Lexikon des internationalen Films bezeichnet den Film als "kurzweiliger Serien-Klamauk ohne thematische und inszenatorische Überraschungen; mit dem bekannten turbulenten Aufwand werden unsinnig-groteske Einfälle und Späße zur Spielfilmhandlung verbunden."
A. H. Weiler von der New York Times schrieb, dass der Eindruck, eine Änderung des klischeehaften Aufbaus der Abbott-und-Costello-Filme könne nur gut sein, zu vorschnell gewesen sei.

## Hintergrund
Der Film wurde am 22. Dezember 1956 uraufgeführt. In Deutschland kam er am 25. April 1958 in die Kinos.
Im April 1957 trennte sich das Duo auf Grund von Steuerproblemen. Die beiden mussten ihre Häuser und auch die Rechte an ihren Filmen verkaufen. Abbott und Costello traten als Duo in 34 Filmen zusammen auf.